# Tour der australischen Rugby-Union-Nationalmannschaft nach Neuseeland 1964
| Tour der Wallabies nach Neuseeland 1964 | Tour der Wallabies nach Neuseeland 1964 | Tour der Wallabies nach Neuseeland 1964 | Tour der Wallabies nach Neuseeland 1964 | Tour der Wallabies nach Neuseeland 1964 |
| Übersicht                               | S                                       | G                                       | U                                       | N                                       |
| --------------------------------------- | --------------------------------------- | --------------------------------------- | --------------------------------------- | --------------------------------------- |
| Test Matches                            | 3                                       | 1                                       | 0                                       | 2                                       |
| Sonstige Spiele                         | 5                                       | 3                                       | 0                                       | 2                                       |
| Gesamt                                  | 8                                       | 4                                       | 0                                       | 4                                       |
|                                         |                                         |                                         |                                         |                                         |
| Neuseeland                              | 3                                       | 1                                       | 0                                       | 2                                       |

Die Tour der australischen Rugby-Union-Nationalmannschaft nach Neuseeland 1964 umfasste eine Reihe von Freundschaftsspielen der Wallabies, der Nationalmannschaft Australiens in der Sportart Rugby Union. Das Team reiste im August 1964 durch Neuseeland. Es bestritt acht Spiele, darunter drei Test Matches gegen die All Blacks. In den Test Matches resultierten ein Sieg und zwei Niederlagen, wodurch Neuseeland den Bledisloe Cup verteidigen konnte. In den übrigen Spielen mussten die Australier zwei weitere Niederlagen hinnehmen.

## Spielplan
- Hintergrundfarbe grün = Sieg
- Hintergrundfarbe rot = Niederlage

(Test Matches sind grau unterlegt; Ergebnisse aus der Sicht Australiens)
| # | Datum           | Gegner                              | Ort          | Stadion          | Ergebnis |
| - | --------------- | ----------------------------------- | ------------ | ---------------- | -------- |
| 1 | 05. August 1964 | Whanganui Rugby Football Union      | Wanganui     | Spriggens Park   | 14:0     |
| 2 | 08. August 1964 | Auckland Rugby Football Union       | Auckland     | Eden Park        | 6:11     |
| 3 | 11. August 1964 | East Coast Rugby Football Union     | Ruatoria     | Whakarua Park    | 28:3     |
| 4 | 15. August 1964 | Neuseeland                          | Dunedin      | Carisbrook       | 9:14     |
| 5 | 18. August 1964 | Mid Canterbury Rugby Football Union | Ashburton    | Showgrounds Oval | 10:16    |
| 6 | 22. August 1964 | Neuseeland                          | Christchurch | Lancaster Park   | 3:18     |
| 7 | 25. August 1964 | Bush Rugby Football Union           | Pahiatua     | Rugby Park       | 19:13    |
| 8 | 29. August 1964 | Neuseeland                          | Wellington   | Athletic Park    | 20:5     |

## Test Matches
| 15. August 1964 | Neuseeland                                                                           | 14 : 9        | Australien                         | Carisbrook, Dunedin Zuschauer: 23.500 Schiedsrichter: Allan Farquhar (Neuseeland) |
| 15. August 1964 | Versuche: McLeod Erhöhungen: Williment Straftritte: Williment (2) Dropgoals: Moreton | (5:3) Bericht | Versuche: Marks Straftritte: Casey | Carisbrook, Dunedin Zuschauer: 23.500 Schiedsrichter: Allan Farquhar (Neuseeland) |

Aufstellungen:
- Neuseeland: Ralph Caulton, Donald Clark, John Collins, David Graham , Ken Gray, Chris Laidlaw, Bruce McLeod, Colin Meads, Stan Meads, Ray Moreton, Ian Smith, Barry Thomas, Kel Tremain, Bruce Watt, Michael Williment
- Australien: James Boyce, Stewart Boyce, Terry Casey, Ken Catchpole, Peter Crittle, Gregory Davis, Jules Guerassimoff, Philip Hawthorne, Robin Heming, Robert Honan, Peter Johnson, Richard Marks, Dallas O’Neill, John Thornett , Jonathan White

| 22. August 1964 | Neuseeland                                                  | 18 : 3         | Australien      | Lancaster Park, Christchurch Zuschauer: 35.000 Schiedsrichter: Patrick Murphy (Neuseeland) |
| 22. August 1964 | Versuche: Gray Moreton Murdoch Rangi Erhöhungen: Clarke (3) | (10:0) Bericht | Versuche: Marks | Lancaster Park, Christchurch Zuschauer: 35.000 Schiedsrichter: Patrick Murphy (Neuseeland) |

Aufstellungen:
- Neuseeland: Ralph Caulton, Donald Clark, Don Clarke, Desmond Connor, David Graham , Ken Gray, Bruce McLeod, Colin Meads, Stan Meads, Ray Moreton, Peter Murdoch, Ronald Rangi, Ian Smith, Barry Thomas, Kel Tremain
- Australien: Stewart Boyce, Terry Casey, Ken Catchpole, Peter Crittle, Gregory Davis, Jules Guerassimoff, David Grimmond, Philip Hawthorne, Robin Heming, Robert Honan, Peter Johnson, Richard Marks, Dallas O’Neill, John Thornett , Jonathan White

| 29. August 1964 | Neuseeland                           | 5 : 20        | Australien                                                                           | Athletic Park, Wellington Zuschauer: 33.000 Schiedsrichter: Patrick Murphy (Neuseeland) |
| 29. August 1964 | Versuche: Murdoch Erhöhungen: Clarke | (0:3) Bericht | Versuche: S. Boyce (2) Erhöhungen: Casey Straftritte: Casey (3) Dropgoals: Hawthorne | Athletic Park, Wellington Zuschauer: 33.000 Schiedsrichter: Patrick Murphy (Neuseeland) |

Aufstellungen:
- Neuseeland: Ralph Caulton, Don Clarke, Desmond Connor, David Graham , Ken Gray, Bruce McLeod, Colin Meads, Stan Meads, Ray Moreton, Peter Murdoch, Ronald Rangi, Ian Smith, Allan Stewart, Barry Thomas, Kel Tremain
- Australien: James Boyce, Stewart Boyce, Terry Casey, Ken Catchpole, Peter Crittle, Gregory Davis, Jules Guerassimoff, Beres Ellwood, Philip Hawthorne, Robin Heming, Peter Johnson, Richard Marks, David Shepherd, John Thornett , Jonathan White